# Lijst van burgemeesters van Smallingerland
Dit is een lijst van burgemeesters van de Nederlandse gemeente Smallingerland in de provincie Friesland.
| Ambtsperiode | Naam burgemeester                        | Partij of stroming | Bijzonderheden                                     |
| ------------ | ---------------------------------------- | ------------------ | -------------------------------------------------- |
| 1851 - 1857  | Martinus Manger Cats                     |                    | Voorafgaand sinds 1842 grietman van Smallingerland |
| 1857 - 1868  | mr. Epeus Manger Cats                    |                    | broer van zijn voorganger                          |
| 1868 - 1886  | Fokke Sytzes Reiding                     |                    |                                                    |
| 1886 - 1901  | Tjalling Petrus Tresling                 |                    | was burgemeester van 't Zandt                      |
| 1901 - 1930  | Albertus Bruins Slot                     | ARP                |                                                    |
| 1930 - 1941  | Jan Wuite                                | VDB                |                                                    |
| 1941 - 1955  | Barend Hopperus Buma                     |                    |                                                    |
| 1956 - 1960  | Jan Lourens Thalen                       | PvdA               |                                                    |
| 1961         | dr. Adriaan (A.) Blaauboer               | PvdA               |                                                    |
| 1962 - 1975  | mr. Willem Ernest baron van Knobelsdorff | ARP                | In het ambt overleden op 18 april 1975             |
| 1975 - 1981  | drs. Rinse Zijlstra                      | ARP/CDA            |                                                    |
| 1981 - 1988  | Bert (A.G.) Smallenbroek                 | CDA                |                                                    |
| 1989         | Cees (C.M.L.) Roozemond                  | PvdA               | waarnemend                                         |
| 1989 - 2005  | mr. ing. Pieter van der Zaag             | CDA                |                                                    |
| 2005 - 2011  | Bert (L.P.) Middel                       | PvdA               |                                                    |
| 2011 - 2012  | Gerrit Jan Polderman                     | VVD                | waarnemend                                         |
| 2012 - 2017  | Tjeerd (T.) van Bekkum                   | VVD                | was burgemeester van Marum                         |
| 2017 - 2019  | Tom (T.) van Mourik                      | VVD                | waarnemend                                         |
| 2019 - 2024  | Jan (J.) Rijpstra                        | VVD                | [ 2 ]                                              |
| 2024 - heden | Fred (F.) Veenstra                       | CDA                | [ 3 ]                                              |